# Дудаченское сельское поселение
Дуда́ченское се́льское поселе́ние — муниципальное образование (сельское поселение) в составе Фроловского района Волгоградской области.
Административный центр — посёлок Дудаченский.

## География
Поселение расположено на северо-востоке Фроловского района.
На территории поселения находятся многочисленные пруды — остатки бывшей обводнительно-оросительной системы помещика Жеребцова.

## Население
Численность населения — 0,7 тыс. человек.

## Административное деление
Код ОКАТО — 18 256 824
Код ОКТМО — 18 656 424
На территории поселения находятся 3 населённых пункта: 1 посёлок и 2 хутора.:
| Название          | ОКАТО          | Тип населённого пункта          | Население, тыс. чел |
| ----------------- | -------------- | ------------------------------- | ------------------- |
| Дудаченский       | 18 256 824 001 | посёлок, административный центр | 0,62                |
| Нижнеосиновский   | 18 256 824 002 | хутор                           | 0,01                |
| Русско-Осиновский | 18 256 824 003 | хутор                           | 0,07                |

## Местное самоуправление
- Главы Дудаченского сельского поселения
- 2009—2016 — Кириченко Сергей Николаевич